# Новий Двур (Радзейовський повіт)
Новий Двур (пол. Nowy Dwór) — село в Польщі, у гміні Битонь Радзейовського повіту Куявсько-Поморського воєводства.
Населення — 202 особи (2011).
У 1975-1998 роках село належало до Влоцлавського воєводства.

## Демографія
Демографічна структура станом на 31 березня 2011 року:
|          | Загалом | Допрацездатний вік | Працездатний вік | Постпрацездатний вік |
| -------- | ------- | ------------------ | ---------------- | -------------------- |
| Чоловіки | 106     | 20                 | 78               | 8                    |
| Жінки    | 96      | 18                 | 53               | 25                   |
| Разом    | 202     | 38                 | 131              | 33                   |